# 薬師寺主計
薬師寺 主計（やくしじ かずえ、1884年（明治17年）10月20日 - 1965年（昭和40年）3月11日）は日本の建築家。

## 概要
岡山県出身。1909年東京帝国大学工科建築科を卒業後、陸軍省の技師として勤務する一方で、郷里の有力者であった大原孫三郎の依頼により第一合同銀行倉敷支店（現：中国銀行倉敷本町出張所）の設計に携わった。
1926年の陸軍省退職後、大原孫三郎に招かれ倉敷絹織（現：クラレ）の取締役に就任し、その経営に参画しながら大原美術館本館や倉紡中央病院（現：倉敷中央病院）、第一合同銀行本店（現：中国銀行）などの大原家の関わる施設を中心に多くの建築を手がけた。

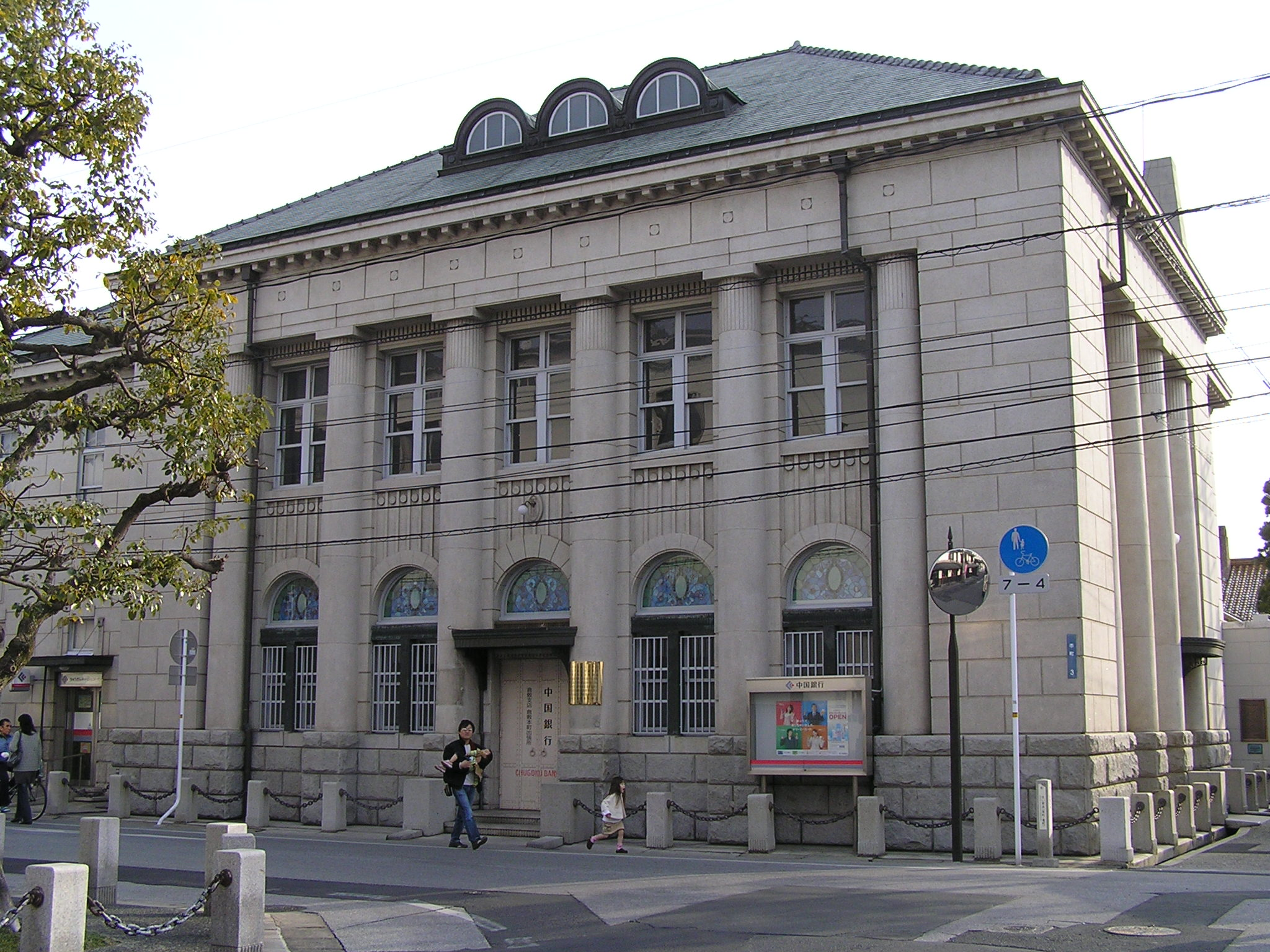
旧・第一合同銀行倉敷支店（現・中国銀行本町出張所） 1922年

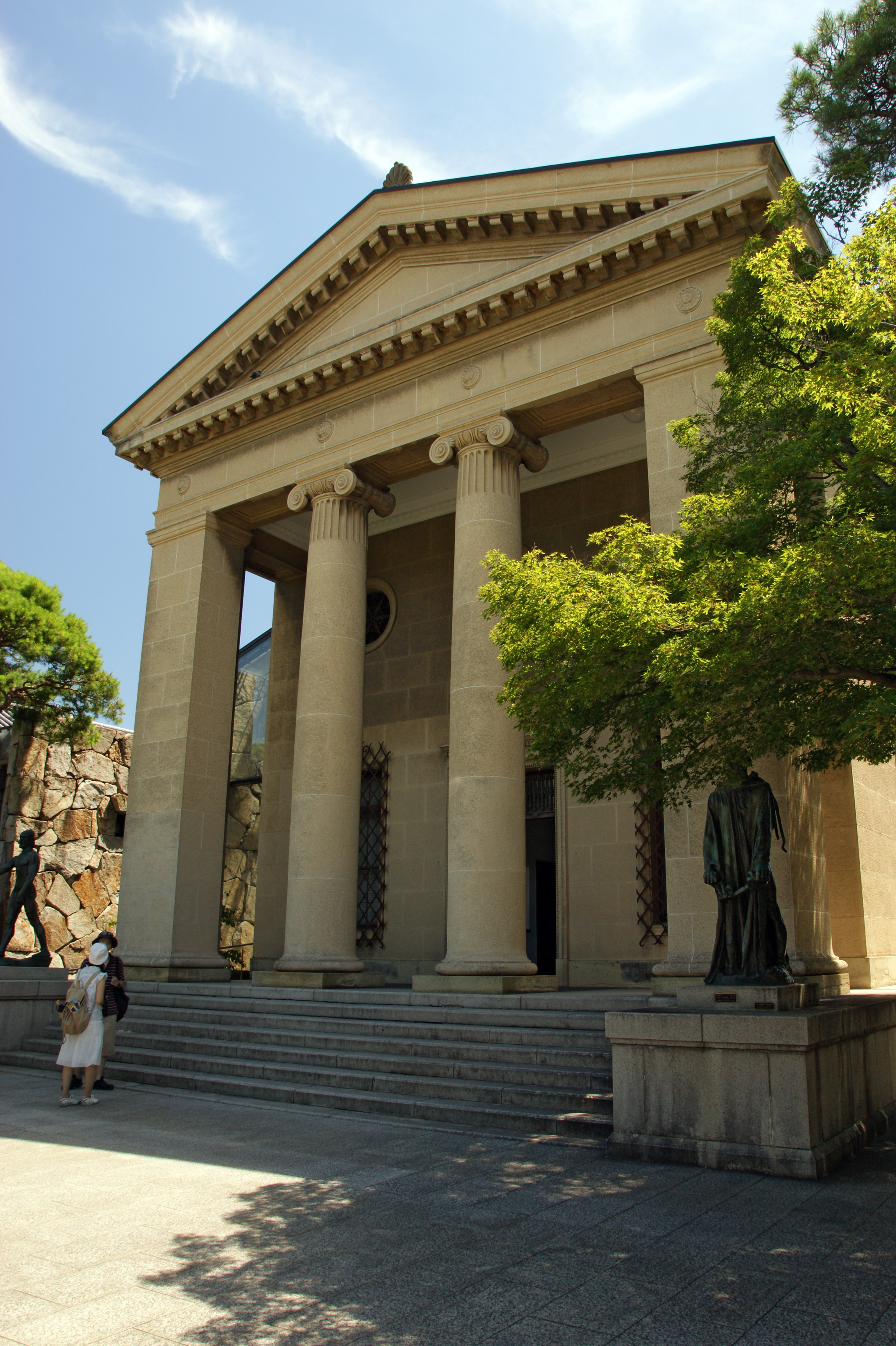
大原美術館本館 1930年

## 経歴

### 生い立ち
1884年（明治17年）、岡山県賀陽郡刑部村（現：総社市刑部）に生まれる。旧制岡山中学（現：岡山県立朝日高等学校）を経て、1903年、第六高等学校 (旧制)を入学、同期には、倉敷紡績・倉敷絹織取締役を務める藤岡郊二がいた。1906年同校卒業を経て、同年、東京帝国大学工科大学建築科（現：東京大学工学部建築学科）へ入学、1909年（明治42年）卒業した。
卒業後すぐに、河合浩蔵建築事務所に入所する。1910年、河合浩蔵建築事務所を退所し、同年、陸軍省経理局建築課陸軍技師として入省する。

### 建築技師として
1917年、陸軍省経理学校教官に就任した。著名な部下には、靖国神社の設計に携わった柳井平八がいる。1919年には、社団法人建築学会理事に就任し、1920年（大正9年）、第一合同銀行倉敷支店（現：中国銀行倉敷本町出張所）の設計に取りかかる。1921年　陸軍省から欧米視察へ派遣される。ル・コルビュジエとパリで遭遇した。1922年、第一合同銀行倉敷支店（現：中国銀行本町出張所）が竣工し、1923年、欧米視察より帰国。陸軍震災善後委員会特別委員長に就任。1926年（大正15年）、陸軍省を退職した。
倉敷絹織（現：クラレ）取締役に就任。1927年、 第一合同銀行本店（旧：中国銀行本店）竣工し、続けて1930年（昭和5年）、大原孫三郎の設計依頼による大原美術館 （現：大原美術館本館）が竣工した。1935年、財団法人大原美術館理事に就任。1936年（昭和11年）、倉敷絹織株式会社を依願退職した。
1942年、宇垣一成に推され第21回衆議院議員総選挙（いわゆる翼賛選挙）に岡山2区から翼賛政治体制協議会推薦で立候補するも落選した。1943年、株式会社藤木工務店監査役に就任。1945年、株式会社藤木工務店監査役辞任。熱海の別邸へ隠居する。のち、公職追放となる。1965年3月11日、熱海の別邸にて死去、享年82（満80歳）。長男の薬師寺厚も建築家である。

## 主要作品
現況欄の○は現存、✕は現存せず
| 建築物名             | 現況 | 現況（最新名称）       | 年                 | 所在地       | 指定           | 備考               |
| -------------------- | ---- | ---------------------- | ------------------ | ------------ | -------------- | ------------------ |
| 第一合同銀行倉敷支店 | ○    | 中国銀行倉敷本町出張所 | 1922年（大正11年） | 岡山県倉敷市 | 登録有形文化財 |                    |
| 倉紡中央病院         | ○    | 倉敷中央病院           | 1922年（大正11年） | 岡山県倉敷市 |                | 建築顧問として関与 |
| 第一合同銀行本店     | ✕    | 中国銀行旧本店         | 1927年（昭和2年）  | 岡山市北区   |                |                    |
| 大原美術館           | ○    | 大原美術館本館         | 1930年（昭和5年）  | 岡山県倉敷市 |                |                    |

### 研究
- 上田恭嗣『アール・デコの建築家 薬師寺主計』 山陽新聞社、2003年
- 上田恭嗣『大原美術館の誕生　画家児島虎次郎の想いと建築家薬師寺主計の思い』 山陽新聞社、2012年
- 上田恭嗣『天皇に選ばれた建築家 薬師寺主計』 柏書房、2016年